# György Sebők

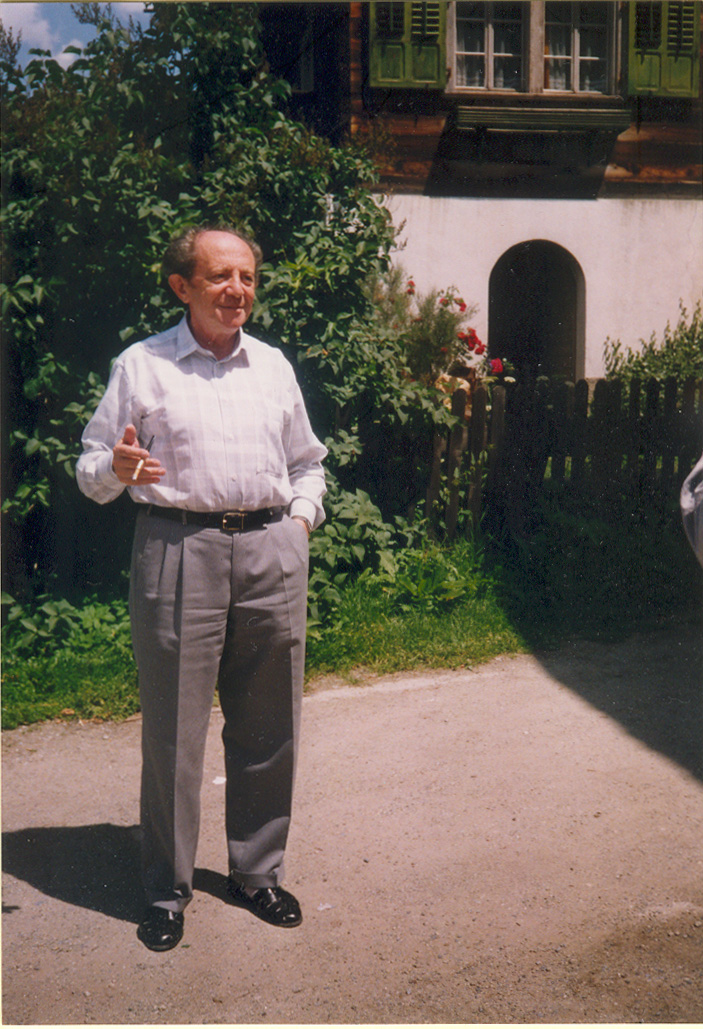
György Sebők in Ernen, Wallis (1991)

György Sebők [ɟørɟ ˈʃe:bœk] (* 2. November 1922 in Szeged, Königreich Ungarn; † 14. November 1999 in Bloomington, Indiana, USA) war ein ungarischer Pianist und Klavierpädagoge.

## Leben und Karriere
Bereits der Fünfjährige wurde von dem zehn Jahre älteren György Sándor als korrespondierender Schüler an der Budapester Franz-Liszt-Akademie unterrichtet, an der er ab 1938 pianistisch von István Thomán, Arnold Székely und Imre Keéri-Szanto (der auch der erste Lehrer Géza Andas war) sowie von Zoltán Kodály und Leó Weiner in den Fächern Komposition und Kammermusik ausgebildet wurde. Mit zehn Jahren trat Sebők erstmals mit einem Klavierkonzert von Mozart und mit 14 Jahren mit dem 1. Klavierkonzert C-Dur op. 15 von Beethoven unter der Leitung von Ferenc Fricsay auf; am Konservatorium bildete er mit zwei Kommilitonen, dem Geiger Ferenc Ákos und dem Cellisten János Starker, ein Klaviertrio. Nach dem Krieg debütierte Sebők 1945 in Bukarest mit dem Klavierkonzert Nr. 20 d-moll KV 466 von Mozart unter dem Dirigat von George Enescu und gab erfolgreiche Konzerte in Osteuropa einschließlich der Sowjetunion. Ab 1949 unterrichtete er selbst am Liszt-Konservatorium, emigrierte jedoch ein Jahr nach dem Ungarischen Volksaufstand nach Paris. In Frankreich nahm er im Lauf der nächsten Jahre eine Reihe von Schallplatten sowohl als Solist wie als Kammermusikpartner seines Freundes Starker und (in den 1970er Jahren) des Geigers Arthur Grumiaux auf. 1962 trat Sebők eine Professur für Klavier an der Music School der Indiana University Bloomington an, die er bis zu seinem Tod bekleidete. 1974 gründete er in der schweizerischen Gemeinde Ernen (Wallis) eine Sommerakademie und 1987 ein Festival der Zukunft; aus diesen Initiativen ist das heutige Festival Musikdorf Ernen hervorgegangen.

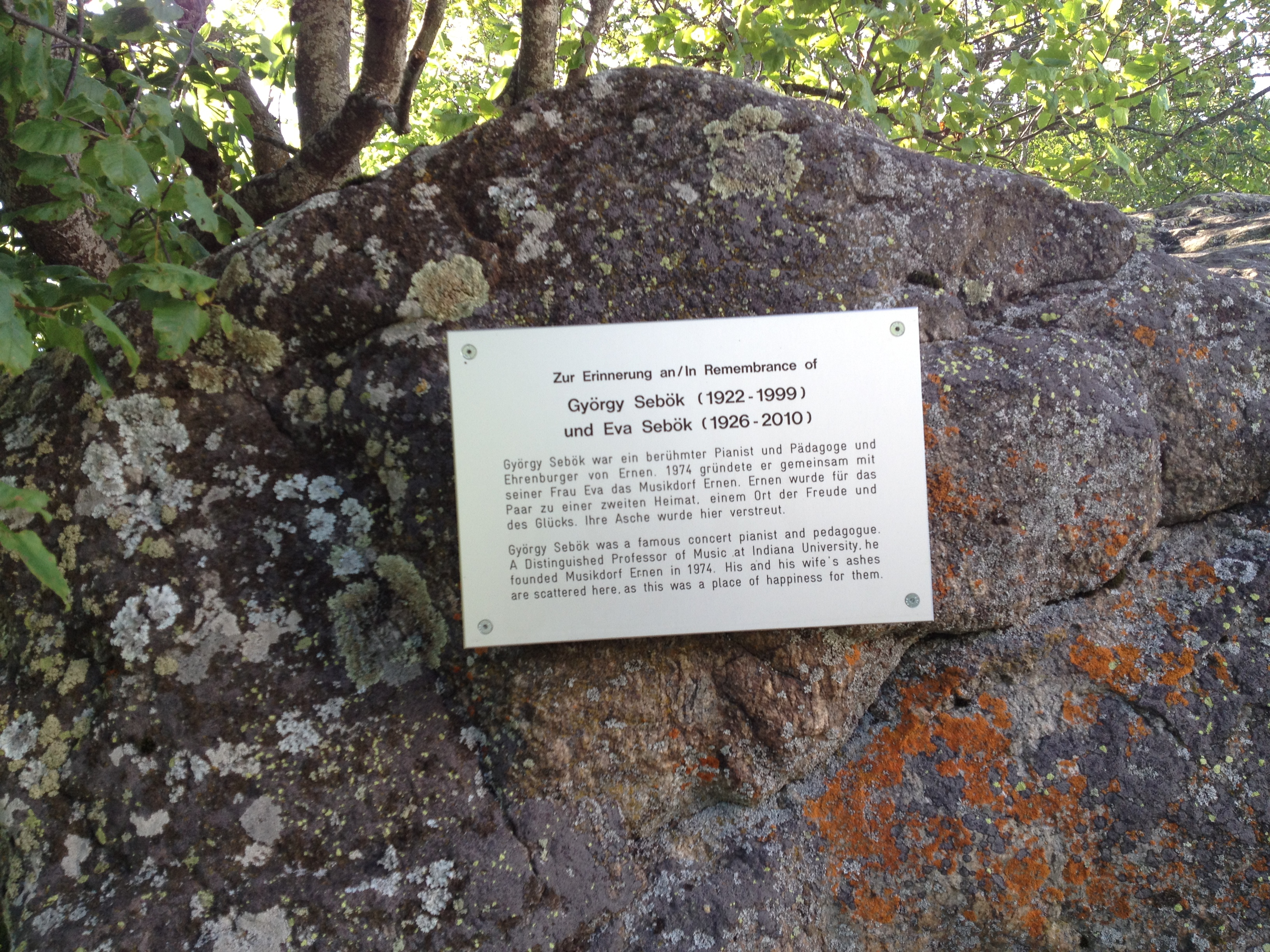
Grabstätte von Eva und György Sebők in Mühlebach, Wallis

Nach dem Tod von Sebőks Frau Eva (1926–2010) wurden die sterblichen Überreste des Ehepaars vor der Kapelle der Heiligen Familie in dem Nachbardorf Mühlebach verstreut.

## Auszeichnungen
Sebők erhielt unter anderem 1952 den Liszt-Preis des ungarischen Staats, 1957 den Grand Prix du Disque und 1996 den Kulturpreis des Kantons Wallis (Prix de Consecration); im selben Jahr wurde er zum Chevalier de l’ordre des arts et des lettres ernannt. György Sebők ist außerdem der bislang dritte Ehrenbürger in der Geschichte Ernens.

## Klavierpädagogisches Wirken und künstlerische Auffassung
György Sebők gilt als einer der wichtigsten Klavierpädagogen der zweiten Hälfte des 20. Jahrhunderts, der neben seinem Unterricht in Bloomington regelmäßig  Meisterkurse in aller Welt (u. a. am Conservatorium van Amsterdam, dem kanadischen Banff Centre of Arts, der Universität der Künste Berlin und der Toho Gakuen School of Music in Tokio) durchführte. Sebőks Auffassung des Klavierspiels entspricht dem Ideal der ungarischen Pianistik seit Ernst von Dohnányi, von einer streng sachlichen, der Analyse des Notentextes und kompositorischen Gehalts des jeweiligen Werkes verpflichteten Grundlage aus eine gleichermaßen stilsichere und individuelle Interpretation zu erarbeiten. Die technische Virtuosität steht bei Sebők stets im Dienst der musikalischen Aussage, deren kammermusikalische Transparenz und sprachlich-rhetorische Überzeugungskraft seine Schallplatten-Einspielungen mit Werken von Bach, Beethoven, Chopin, Schumann, Mendelssohn Bartholdy, Liszt, Brahms, Tschaikowsky, Franck, Debussy und Bartók bezeugen.

## Filme
- György Sebők, la musique comme langue maternelle. Etienne Blanchon / altomedia (Frankreich 2010).
- György Sebők, une leçon de musique. Etienne Blanchon / altomedia,  Idéale Audience International (Frankreich 1998).